# Sequencer
Un sequencer muzical (sau simplu sequencer) sau o aplicație software prin care se poate înregistra, edita, sau reproduce muzica, prin manipularea notelor și reprezentarea informației în cîteva forme, in mod tipic MIDI sau CV/Gate, și posibil audio și Automatizare datelor pentru DAW și plug-inuri.